# میکولا هنتیوک
میکولا هنتیوک (اوکراینی: Микола Васильович Гнатюк؛ زادهٔ ۱۴ سپتامبر ۱۹۵۲) خواننده اهل اتحاد جماهیر شوروی سوسیالیستی است.